# Balsaminàcies
Les balsaminàcies (Balsaminaceae) són una família de plantes amb flors.
Comprèn dos gèneres i més de mil espècies, de les quals totes menys una pertanyen al gènere Impatiens.
Es troben en regions de clima temperat i tropical incloent-hi zones de Nord-amèrica, Àsia, Europa i Àfrica.